# 30年後の同窓会
『30年後の同窓会』（さんじゅうねんごのどうそうかい、Last Flag Flying）は2017年のアメリカ合衆国のドラマ映画。監督はリチャード・リンクレイター、主演はスティーヴ・カレルが務めた。本作はダリル・ポニクサンが2005年に発表した小説『Last Flag Flying』を原作としており、ポニクサンは脚本も監督と共同で執筆している。
ポニクサンの原作小説は『The Last Detail』（1970年刊行、映画『さらば冬のかもめ』の原作）の続編となっているが、本作は映画『さらば冬のかもめ』（1973年）の続編ではない。キャストとキャラクター名が一新されていることからも分かるように、本作はあくまでも同作の精神的な続編として製作された。

## ストーリー
2003年12月、ラリー・シェパード（ドク）は旧知のサル・ニーロンが経営するバーを訪れる。ドク(元海軍衛生兵)とサル(元海兵隊員)はベトナム戦争に従軍したときに知り合っていた。2人はもう一人の旧友、今は牧師として暮らすリチャード・ミューラー(元海兵隊員)の家を訪ねることになる。ディナーの席で、ドクは妻と一人息子を亡くしたことを明かす。ドクがサルとミューラーに会いたがったのは、イラクで戦死した海兵隊員の息子ラリー・ジュニアの遺体を引き取りに行くのに同行して欲しかったからなのだという。サルが直ちに同行を申し出る一方で、ミューラーは同行を渋る。海兵隊員だった頃の思い出には嫌なものしかなかったからである。しかし、妻の勧めもあって、最終的にミューラーも旅に同行することになった。
道中、サルは敬虔な宗教者になっていたミューラーをからかい、その大人げない振る舞いにミューラーは苛立つ。海兵隊員だった頃、サルとミューラーは酒・女・ドラッグに溺れる日々を送っていた。2人はドクが管理していた痛み止めのモルヒネを乱用していて、その結果、痛み止めがなく苦しみながら仲間の一人が命を落とし、管理責任を問われたドクは三年の刑と懲戒除隊処分となっていた。そのことが2人の間に大きなわだかまりとなっていたのである。
ドーバー空軍基地に到着してすぐ、ドクは息子ラリーの遺体と対面したいと申し出るが、基地の責任者であるウィリッツ大佐は「ご遺体を見ない方が良い」と言う。大佐の助言に反してラリーの遺体を見たドクは、すっかり気落ちしてしまう。その頃、サルとミューラーはラリーの親友（チャーリー・ワシントン）と話していて、ラリーの死に関する衝撃の真実を聞かされることとなる。

## キャスト
- ラリー・シェパード（ドク）: スティーヴ・カレル
- サル・ニーロン: ブライアン・クランストン
- リチャード・ミューラー: ローレンス・フィッシュバーン
- チャーリー・ワシントン: J・クイントン・ジョンソン
- アノラック: リチャード・ロビショー
- ジェイミー: リー・ハリントン
- ミセス・ハイタワー: シシリー・タイソン
- ジャッキー: ケイト・イーストン
- ルース・ミューラー: ディアーナ・リード＝フォスター
- ウィリッツ大佐: ユル・ヴァスケス
- ジョン・レッドマン: グラハム・ウルフ
- リーランド: テッド・ワッツ・Jr

## 製作
2016年8月30日、アマゾン・スタジオがダリル・ポニクサンの小説『Last Flag Flying』の映画化に着手しており、リチャード・リンクレイターを監督に起用したとの報道があった。その際、スティーヴ・カレル、ブライアン・クランストン、ローレンス・フィッシュバーンの3人が出演する見込みだとも報じられた。10月4日、『バラエティ』はJ・クイントン・ジョンソンが本作に出演することになったと報じた。11月11日、リチャード・ロビショーの出演が決まった。
本作の主要撮影は2016年11月にピッツバーグで始まった。

## 公開
2017年9月28日、本作はニューヨーク映画祭でプレミア上映された。当初、本作は2017年11月17日に全米公開される予定だったが、後に公開日は同年11月3日に前倒しされた。

## 評価
本作は批評家から好意的に評価されている。映画批評集積サイトのRotten Tomatoesには136件のレビューがあり、批評家支持率は74%、平均点は10点満点で7点となっている。サイト側による批評家の見解の要約は「『30年後の同窓会』では、瑞々しいユーモアを活かし切れていないドラマと非の打ち所がない俳優陣が愛国心や家族、悲哀に葛藤する姿を映したものが混在している。」となっている。また、Metacriticには40件のレビューがあり、加重平均値は66/100となっている。
『ローリング・ストーン』のピーター・トラヴァースは本作に4つ星評価で星3つを与え、「リンクレイター監督はキャスト陣を脚本の欠陥全て（感傷やあざとさ、やたら複雑なメッセージが込められたエンディング）から守り切っていない。しかし、カレル、クランストン、フィッシュバーンの3人の演技を見て過ごす時間はどうだろうか。それは本当に楽しい時間である。」と評している。

## その他
前作『さらば冬のかもめ』でアフリカ系兵士だった当作品のリチャード（キャラクターの名前自体は前作と異なる）が、本作では牧師になっているが。前作で彼に相当する役を演じたオーティス・ヤングは、実人生で、聖書学校に学び牧師になり、さらに教師にもなった。